# Wilhelm Bauer (Y-880)
El Wilhelm Bauer, originalmente designado U-2540, es un submarino U-Boot Tipo XXI completado poco antes del final de la Segunda Guerra Mundial. Fue hundido al final de la guerra sin haber llegado siquiera a patrullar. Es el único ejemplo flotante del tipo XXI de U-Boot.

## Historial

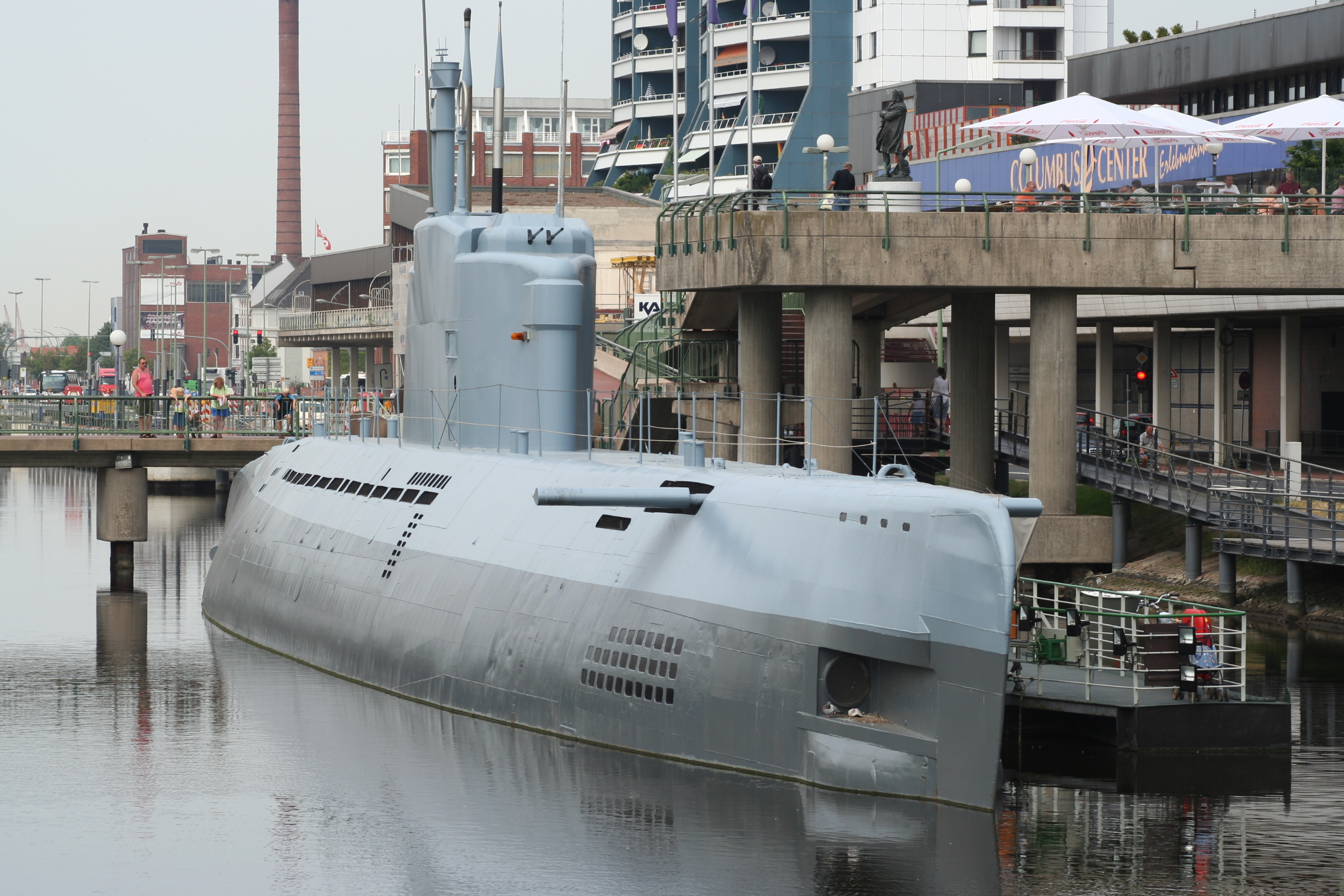
U-Boot Wilhelm Bauer ex U-2540 del tipo XXI Deutsches Schiffahrt Museum Bremerhaven 27 de julio de 2006

Fue asignado a la 31ª U-Flotille para entrenamiento. En abril, fue asignado como unidad de primera línea. Debido a la escasez de combustible, fue asignado a Swinemünde, donde fue echado a pique el 4 de mayo de 1945.
En 1957, después de permanecer más de diez años en el fondo del mar Báltico, cerca de Flensburg, fue reflotado y puesto a punto en Howaldtswerke, Kiel, entrando en servicio como nave de investigación en la Bundesmarine. Es en este momento cuando se le rebautiza como Wilhelm Bauer, el diseñador del primer U-Boot Brandtaucher construido en Kiel por August Howaldt en 1850.
Sirvió en la marina alemana hasta 1980. En 1983 se restauró a su configuración original durante la Segunda Guerra Mundial y se convirtió en un barco museo en Bremerhaven, Alemania.